# NGC 3053
NGC 3053 (другие обозначения — UGC 5329, MCG 3-25-40, ZWG 92.74, ZWG 93.1, IRAS09528+1640, PGC 28631) — спиральная галактика с перемычкой (SBa) в созвездии Льва. Открыта Уильямом Гершелем в 1787 году.
Этот объект входит в число перечисленных в оригинальной редакции «Нового общего каталога».
Галактика NGC 3053 входит в состав группы галактик NGC 3060. Помимо NGC 3053 в группу также входят NGC 3060 и UGC 5343.
На фотографиях видна немного наклонённая спиральная галактика с маленьким, ярким, вытянутым ядром, окружённым темными пятнами. Внутренний спиральный узор кажется образующим псевдо-кольцо с ярким рукавом, выходящим из него на севере, и более слабым, более широким рукавом на юге. При визуальном наблюдении в любительский телескоп со средним увеличением галактика находится среди разбросанной группы звезд величиной 10m и слабее. Она тусклая, но хорошо видна даже прямым взглядом. Это небольшое, вытянутое и умеренно хорошо очерченное световое пятно, ориентированное с юго-востока на северо-запад, с неожиданно более ярким, почти звездообразным ядром. Радиальная скорость: 3637 км/с. Расстояние: 162 млн световых лет. Диаметр: 62 тыс. световых лет.